# Джон Робъртс
 Тази статия е за американския юрист.  За режисьора вижте Джон Робъртс (режисьор).  За писателя вижте Джон Мадокс Робъртс.
Джон Глоувър Робъртс (на английски: John Glover Roberts) е американски юрист.
Роден е на 27 януари 1955 година в Бъфало, щата Ню Йорк, в католическо семейство на инженер от ирландски произход. През 1976 година получава бакалавърска степен по история, а през 1979 година – докторска по право в Харвардския университет. След стаж в съдебната система работи в президентската администрация (1981 – 1986, 1989 – 1992) и като адвокат (1986 – 1989, 1992 – 2003). През 2003 година става съдия в Апелативния съд за окръг Колумбия, а през 2005 година е избран по предложение на президента Джордж Буш за председател на Върховния съд.